# Hemandradenia
Hemandradenia là một chi thực vật có hoa trong họ Connaraceae. Chi này được Otto Stapf công bố mô tả khoa học đầu tiên năm 1908.

## Mô tả
Cây bụi hay cây gỗ nhỏ. Lá so le, mép nguyên, 1 lá chét. Cuống lá thuôn búp măng và có khớp nối với cuống nhỏ. Cụm hoa ở nách lá, hình cầu thận hay chùy hoa. Lá bắc nhỏ, giống hình tam giác. Hoa nhỏ, gần như không cuống. chủ yếu mẫu 5, lưỡng tính. Lá đài 5, hợp sinh tại gốc, từ hơi xếp lợp tới xếp rời. Cánh hoa 5, từ dính một chút ở phần dưới đến rời hoàn toàn, từ xếp rời đến hơi xếp lợp. Nhị thường 5 hữu sinh, mọc đối lá đài, xen kẽ với 5 nhị lép mọc đối cánh hoa, cả hai loại nhị hợp sinh ngắn tại gốc thành một vòng. Nhụy 1; bầu nhụy không cuống, hình trứng đến hình elipxoit, với 2 noãn đính bên; vòi nhụy ngắn và khá mập hoặc dài và hình chỉ; đầu nhụy hình đầu hoặc chia thùy con. Quả hình elipxoit, hình trứng hay hình trứng ngược, không nứt, có lông măng, màu vàng hay nâu khi chín. Lá đài bền ở quả. Vách quả dạng vảy cứng và mỏng. Hạt 1, lớp áo hạt ngoài dày thịt, lớp trong mỏng; nội nhũ từ mỏng đến nhiều; phôi với các lá mầm dẹt từ mỏng tới dày, rễ mầm ngắn. Nảy mầm gần mặt đất.
Chi này khá giống với Ellipanthus - vì thế năm 1958 Leenhouts từng coi nó là đồng nghĩa của chi này. Các khác biệt chính so với Ellipanthus là lá noãn không cuống so với có cuống, quả không nứt so với quả nứt (quả đại thật sự), vách quả dạng vảy cứng so với vách quả dạng gỗ và áo hạt dày cùi so với áo hạt chỉ dày cùi một phần ở Ellipanthus.

## Phân bố
Các loài trong chi này phân bố trong khu vực tây và tây trung nhiệt đới châu Phi, bao gồm Cameroon, Cộng hòa Trung Phi, Congo, Guinea Xích đạo, Gabon, Bờ Biển Ngà, Nigeria, Cộng hòa Dân chủ Congo.
Môi trường sống là rừng mưa nguyên sinh hay thứ sinh già hoặc rừng lá bán sớm rụng, ở cao độ từ thấp tới trung bình.

## Các loài
Danh sách loài lấy theo The Plant List và Plants of the World Online:
- Hemandradenia chevalieri Stapf, 1908: Vùng duyên hải thuộc Bờ Biển Ngà và Gabon.
- Hemandradenia mannii Stapf, 1908: Cameroon, Cộng hòa Trung Phi, Congo, Guinea Xích đạo, Gabon, Bờ Biển Ngà, Nigeria, Cộng hòa Dân chủ Congo.